# Frekwencja
Frekwencja (łac. frequentia „częstotliwość”) – najczęściej wyrażany procentowo stosunek liczby osób, które wzięły udział w konkretnym zdarzeniu, np.: wybory parlamentarne, rozgrywki sportowe, zajęcia lekcyjne – do liczby osób, które były zaproszone lub miały prawo wziąć udział w danym zdarzeniu.